# Tmesisternus subuniformis
Tmesisternus subuniformis là một loài bọ cánh cứng trong họ Cerambycidae.